# Elisabetta degli Accomandugi
Elisabetta degli Accomandugi (ou Accomanducci)  (... - XVe siècle) est une noble italienne.

## Biographie
Elisabetta degli Accomandugi est la fille naturelle de Guido Paolo de Matteo da Urbino, comte de Petroia, et la dame de cour de la comtesse d'Urbino Rengarda Malatesta, épouse du comte d'Urbino Guidantonio da Montefeltro.
Selon des sources historiques, elle serait la mère de Frédéric III de Montefeltro, futur duc d'Urbino, né au château de Petroia le 7 juin 1422 d'une relation adultère avec Guidantonio, comte d'Urbino, à l'âge de 44 ans. La naissance de son fils, qui a eu lieu à Gubbio, a été tenue secrète pendant environ deux ans et a été légitimée par une bulle pontificale émise par le pape Martin V.
D'autres sources attribuent la paternité de Fréderic à Bernardino Ubaldini della Carda (it) et la maternité à Aura da Montefeltro (it), la fille aînée de Guidantonio. Elisabetta a épousé un comte Bandi de Rimini et a eu un fils nommé Federico.

## Sources
- (it) Cet article est partiellement ou en totalité issu de l’article de Wikipédia en italien intitulé « Elisabetta degli Accomanducci » (voir la liste des auteurs).